# Bistum Cabimas
Das Bistum Cabimas (lat.: Dioecesis Cabimensis) ist eine in Venezuela gelegene römisch-katholische Diözese mit Sitz in Cabimas.

## Geschichte
Das Bistum Cabimas wurde am 23. Juli 1965 durch Papst Paul VI. mit der Apostolischen Konstitution Christianae familiae aus Gebietsabtretungen des Bistums Maracaibo errichtet. Am 7. Juli 1994 gab das Bistum Cabimas Teile seines Territoriums zur Gründung des Bistums El Vigía-San Carlos del Zulia ab.
Es wurde dem Erzbistum Maracaibo als Suffraganbistum unterstellt.

## Bischöfe von Cabimas
- Constantino Maradei Donato, 1965–1969, dann Bischof von Barcelona
- Marco Tulio Ramírez Roa, 1970–1984, dann Bischof von San Cristóbal de Venezuela
- Roberto Lückert León, 1985–1993, dann Erzbischof von Coro
- Freddy Jesús Fuenmayor Suárez, 1994–2004, dann Bischof von Los Teques
- William Enrique Delgado Silva, 2005–2018
- Ángel Francisco Caraballo Fermín 2019–2025, dann Erzbischof von Cumaná
  - Sedisvakanz seit 6. März 2025